# جمال الدين الزيلعي
جمال الدين أبو محمد عبد الله بن يوسف بن محمد بن أيوب بن موسى الزيلعي الحنفي، فقيه حنفي ومحدث، والزيلعي نسبةً إلى بلدة زيلع، وهي بلدة كانت تقع على ساحل بلاد البربر، وفيها موضع لمحط السفن، وهي الآن من الصومال، ثم عاش في مصر.

## طلبه للعلم
اشتغل كثيرًا وسمع من أصحاب النجيب عبد اللطيف الحرّاني، وأخذ عن المزي، والذهبي، وابن عقيل النحوي، وأخذ عن الفخر الزيلعي شارح كنز الدقائق للنسفي، وعن القاضي علاء الدين ابن التركماني، ولازم مطالعة كتب الحديث.

## أعماله
- اختصر تفسير الكشاف للزمخشري ولخص فيه كتاب الحافظ العالم الشهير بابن عبد الكريم ثم بعد ذلك انتخب أحاديثه وأفردها بالتأليف وأضاف إليها جل تأليف شهاب الدين الحافظ أحمد بن عبد الكريم وسمى هذا المؤلف تخريج أحاديث الكشاف، قال الحافظ ابن حجر: استوعب في هذا المؤلف جل الأحاديث المرفوعة وبين طرقها وأوضح عن أسماء مخرجيها ولكنه أطنب في نقل الأحاديث المرفوعة.[4]
- خرج أحاديث كتاب الهداية للمرغيناني، وسماه نصب الراية لأحاديث الهداية، ومن كتاب الزيلعي في تخريج الهداية استمد الزركشي في كثير مما كتبه من تخريج الرافعي.
- وذكر الجركسي أن للزيلعي اختصاراً لشرح معاني الآثار لأبي جعفر الطحاوي، وذكر أن منه نسخة بمكتبة رواق الأتراك بالأزهر، وأخرى بمكتبة الكوبرلي بتُركيا.

## منهجه
| جمال الدين الزيلعي | اعتمد في كل باب أن يذكر أدلة المخالفين، ثم هو في ذلك كثير الإنصاف؛ يحكي ما وجده من غير اعتراض ولا تعقّب غالبا. | جمال الدين الزيلعي |

## وفاته
مات بالقاهرة في المُحَرَّم سنة 762 هـ، والظاهر أنه مات كهلا، ولم يُعمر طويلا.